# Miejski transport szynowy
Miejski transport szynowy – szczególny rodzaj transportu miejskiego oparty na pojazdach szynowych.
Miejski transport szynowy to tramwaj, kolej miejska, metro i szybka kolej miejska.

## Miejski transport szynowy w Europie
Podczas ostatniej dekady XX wieku nastąpiła rewolucja technologiczna w dziedzinie miejskiego transportu szynowego. Był to okres, gdy po raz pierwszy od 80 lat liczba systemów szynowych w miastach Unii Europejskiej wzrosła, po okresie spadku od lat 30. XX wieku.
W apogeum rozwoju liczba systemów tramwajowych i lekkich kolei miejskich wynosiła w 15 krajach UE 438 (przodowały Niemcy – 157, Wielka Brytania, Włochy i Francja). Po II wojnie światowej następował znaczny spadek, który osiągnął perygeum w 1980 roku, gdy liczba systemów miejskiego transportu szynowego wyniosła tylko 91. W ostatniej dekadzie XX wieku liczba miejskich systemów szynowych zaczęła wzrastać i piąć w górę, by przekroczyć liczbę stu. Jest to związane z postępem technicznym i opracowaniem nowych modeli tramwajów, w tym tramwaju szybkiego i tramwaju dwusystemowego. Mimo ich wysokich cen, stanowią one alternatywę dla transportu drogowego.
Przez ostatnie lata XX wieku na ulice miast pojazdy szynowe powróciły w Manchesterze, przedmieściach Paryża, Sheffield (1993), Strasburgu, Walencji, Rouen (1994), Oberhausen (1996), Saarbrücken (1997), Birmingham (1999), Croydon (1999), Montpellier, Orleanie (2000) i Lyonie (2001).

## Miejski transport szynowy w Polsce
W Polsce w II połowie XX wieku dokonano likwidacji trakcji tramwajowej w 17 miastach. W ostatnich 10 latach XX wieku przeprowadzono tylko kilka znaczących inwestycji w miejskie systemy tramwajowe. Na pierwsze miejsce wybija się trasa szybkiego tramwaju PST w Poznaniu, ponadto powstała linia szybkiego tramwaju w Krakowie. Mniejsze miasta na Pomorzu także wykonały znaczniejsze inwestycje – nowe linie powstały w Elblągu i Grudziądzu.